# Rubens Porciúncula
Rubens Dario Porciúncula (nascido em 
D.Pedrito 25 de maio de 1922, falecido
em Montenegro em 23 de março de 2000) foi um advogado, quimico e Diretor de pessoal da RFFSA 
(Rede Ferroviária Federal S.A.) em 1987.
```
Neste período ele também concedeu os prédios das estações da RFFSA, que estavam desativadas e se deteriorando,  às prefeituras das cidades que pertenciam. Recebendo de homenagem, agradecimento pelo tratamento cordial e humano, dos trabalhadores ferroviários da Federação Nacional dos Trabalhadores Ferroviários .Rio de Janeiro, março de 1987.
```

E político brasileiro.
Foi eleito, em 3 de outubro de 1962, deputado estadual, pelo PTB, para a 41ª Legislatura da Assembleia Legislativa do Rio Grande do Sul, de 1963 a 1967. Porém teve seu mandato cassado em 7 de maio de 1964, logo após o golpe militar.